# Cantone di Saint-Léonard-de-Noblat
Il Cantone di Saint-Léonard-de-Noblat è una divisione amministrativa dell'arrondissement di Limoges.
A seguito della riforma approvata con decreto del 20 febbraio 2014, che ha avuto attuazione dopo le elezioni dipartimentali del 2015, è passato da 10 a 13 comuni.

## Composizione
I 10 comuni facenti parte prima della riforma del 2014 erano:
- Champnétery
- Le Châtenet-en-Dognon
- Eybouleuf
- La Geneytouse
- Moissannes
- Royères
- Saint-Denis-des-Murs
- Saint-Léonard-de-Noblat
- Saint-Martin-Terressus
- Sauviat-sur-Vige

Dal 2015 i comuni appartenenti al cantone sono i seguenti 13:
- Aureil
- Champnétery
- Le Châtenet-en-Dognon
- Eybouleuf
- La Geneytouse
- Moissannes
- Royères
- Saint-Denis-des-Murs
- Saint-Just-le-Martel
- Saint-Léonard-de-Noblat
- Saint-Martin-Terressus
- Saint-Priest-Taurion
- Sauviat-sur-Vige